# Agelasta cristata
Agelasta cristata là một loài bọ cánh cứng trong họ Cerambycidae.